# Cal Roberts
Callum Roberts (South Shields, Inglaterra, Reino Unido; 14 de abril de 1997) es un futbolista inglés. Juega en la posición de volante por la banda y su equipo actual es el Scunthorpe United de la National League North.

## Trayectoria

### Newcastle United
Robert llegó a las inferiores del Newcastle a la edad de ocho años. Debutó con el primer equipo el 3 de enero de 2015, entrando al segundo tiempo contra el Leicester City en la FA Cup, donde el Leicester ganó por 1-0. A finales de enero de 2015, firmaría su primer contrato profesional con el Newcastle United.

#### Gateshead (préstamo)
Poco después de su debut en Newcastle, el 16 de enero de 2015, se anuncia que se uniría al equipo vecino del Gateshead de la Football Conference, por un préstamo de un mes, que luego se extendería por toda la temporada. pero fue llamado de vuelta a Newcastle el 26 de febrero para reforzar al equipo por las lesiones. Completó tres partidos jugados con el Gateshead.

#### Kilmarnock (préstamo)
El 9 de enero de 2017, Robert llegó a préstamo al Kilmarnock de la Premiership de Escocia para el resto de la temporada, junto con sus compañeros del Newcastle Freddie Woodman y Sean Longstaff. Debutó en el club escocés el 21 de enero de 2017, en la derrota frente al Hamilton Academical por 1-0 en la Copa de Escocia. 

#### Regreso a Newcastle
Anotó su primer gol en el Newcastle United el 15 de enero de 2019 en la FA Cup al Blackburn Rovers, encuentro que el Newcastle ganó por 2-4 en el tiempo extra.

### Colchester United (préstamo)
El 31 de enero de 2019 Roberts fue enviado a préstamo al Colchester United de la League Two por el resto de la temporada.
En su regreso al Newcastle al término de la temporada 2018-19 fue liberado del club.

### Notts County
Luego de pasar el segundo semestre de 2019 en el amateur Blyth Spartans, Roberts fichó por el Notts County en enero de 2020.

### Aberdeen
En julio de 2022, fichó por el Aberdeen.

## Clubes
| Club                         | País       | Año           |
| ---------------------------- | ---------- | ------------- |
| Newcastle United             | Inglaterra | 2015-2019     |
| Gateshead (préstamo)         | Inglaterra | 2015          |
| Kilmarnock (préstamo)        | Escocia    | 2017          |
| Colchester United (préstamo) | Inglaterra | 2019          |
| Blyth Spartans               | Inglaterra | 2019-2020     |
| Notts County                 | Inglaterra | 2020-         |
| Aberdeen                     | Escocia    | 2022-2023     |
| Scunthorpe United            | Inglaterra | 2023-presente |

## Estadísticas
Actualizado al último partido disputado el 2 de febrero de 2019.
| Club                                    | Div.          | Temporada     | Liga  | Liga  | FA Cup | FA Cup | Copa de la Liga | Copa de la Liga | Otras | Otras | Total | Total |
| Club                                    | Div.          | Temporada     | Part. | Goles | Part.  | Goles  | Part.           | Goles           | Part. | Goles | Part. | Goles |
| --------------------------------------- | ------------- | ------------- | ----- | ----- | ------ | ------ | --------------- | --------------- | ----- | ----- | ----- | ----- |
| Newcastle United Inglaterra             | 1.ª           | 2014-15       | 0     | 0     | 1      | 0      | 0               | 0               | -     | -     | 1     | 0     |
| Newcastle United Inglaterra             | 1.ª           | 2015-16       | 0     | 0     | 0      | 0      | 0               | 0               | -     | -     | 0     | 0     |
| Newcastle United Inglaterra             | 1.ª           | 2017-18       | 0     | 0     | 0      | 0      | 0               | 0               | -     | -     | 0     | 0     |
| Newcastle United Inglaterra             | 1.ª           | 2018-19       | 0     | 0     | 1      | 1      | 0               | 0               | -     | -     | 1     | 1     |
| Newcastle United Inglaterra             | Total club    | Total club    | 0     | 0     | 2      | 1      | 0               | 0               | -     | -     | 2     | 1     |
| Gateshead (préstamo) Inglaterra         | 5.ª           | 2014-15       | 3     | 0     | 0      | 0      | 0               | 0               | -     | -     | 3     | 0     |
| Gateshead (préstamo) Inglaterra         | Total club    | Total club    | 3     | 0     | 0      | 0      | 0               | 0               | -     | -     | 3     | 0     |
| Kilmarnock (préstamo) Escocia           | 1.ª           | 2016-17       | 10    | 0     | 1      | 0      | 0               | 0               | -     | -     | 11    | 0     |
| Kilmarnock (préstamo) Escocia           | Total club    | Total club    | 10    | 0     | 1      | 0      | 0               | 0               | -     | -     | 11    | 0     |
| Colchester United (préstamo) Inglaterra | 4.ª           | 2018-19       | 1     | 0     | 0      | 0      | 0               | 0               | -     | -     | 1     | 0     |
| Colchester United (préstamo) Inglaterra | Total club    | Total club    | 1     | 0     | 0      | 0      | 0               | 0               | -     | -     | 1     | 0     |
| Total carrera                           | Total carrera | Total carrera | 14    | 0     | 3      | 1      | 0               | 0               | -     | -     | 16    | 1     |